# Dolmen de Recoules
Le dolmen de Recoules est un dolmen situé dans la commune de Joursac, dans le département français du Cantal.

## Protection
Il fait l'objet d'un classement aux monuments historiques depuis 1977.

## Description
Le dolmen est du type simple, composé de deux orthostates et d'une dalle de chevet. Il recouvert d'une unique table de couverture. Les deux piliers sont affaissés.